# Mauloutchia chapelieri
Mauloutchia chapelieri là một loài thực vật có hoa trong họ Myristicaceae. Loài này được (Baill.) Warb. mô tả khoa học đầu tiên năm 1896.